# Château de Düsseldorf

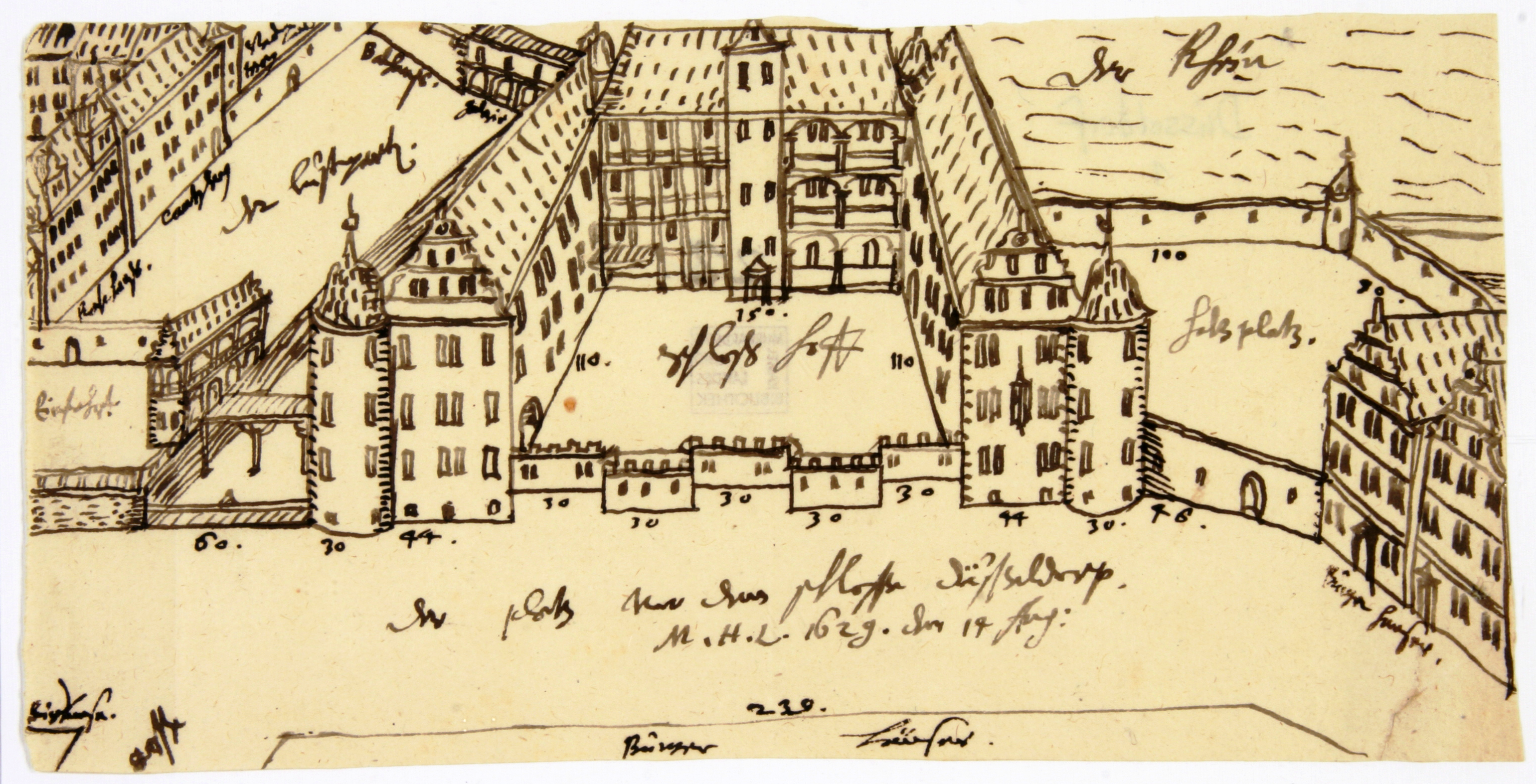
Côté ville du château de Düsseldorf dans le style Renaissance, 1629, portrait du landgrave Maurice de Hesse-Cassel

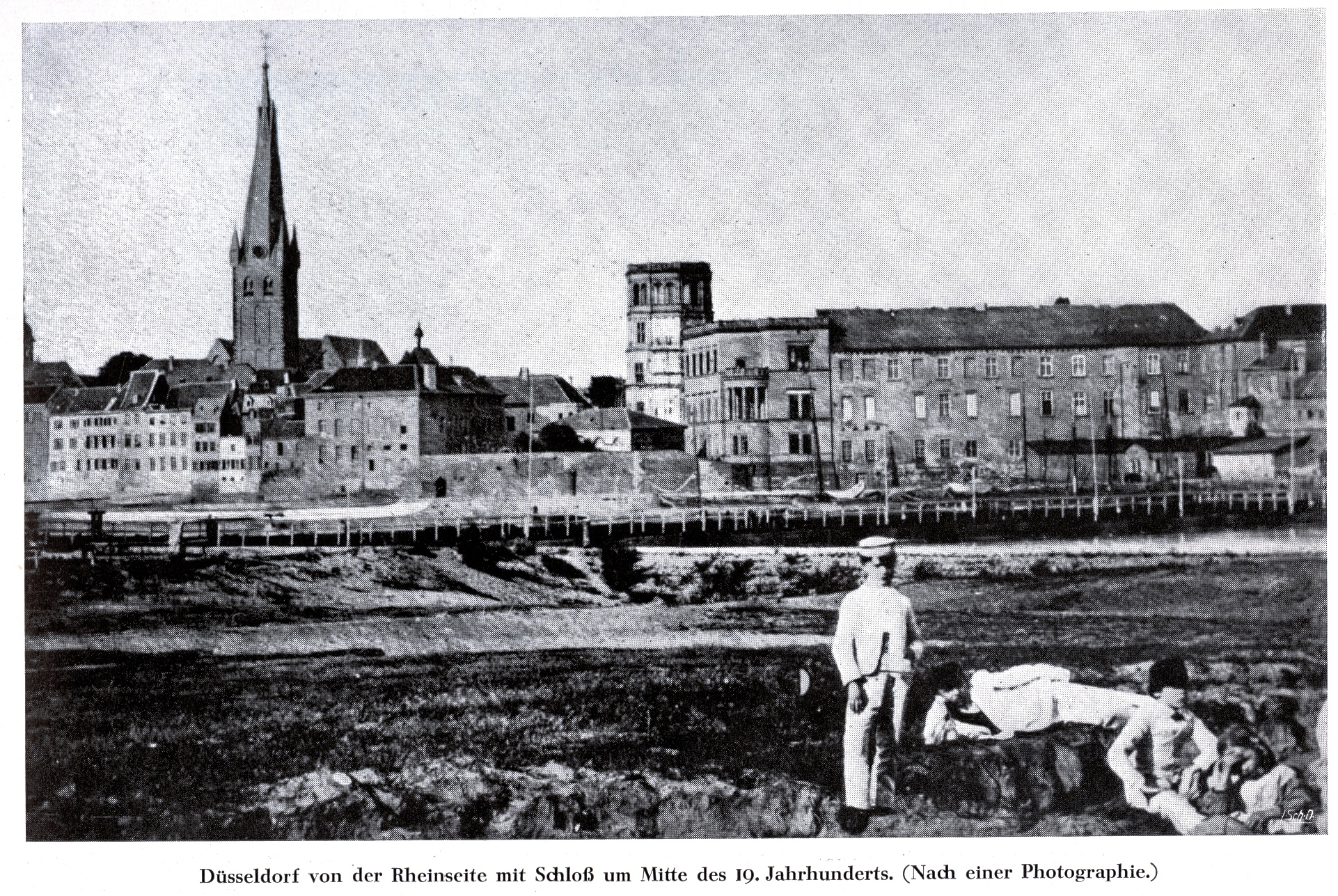
Côté Rhin de la vieille ville de Düsseldorf avec St. Lambertus et le château, photo du milieu du.

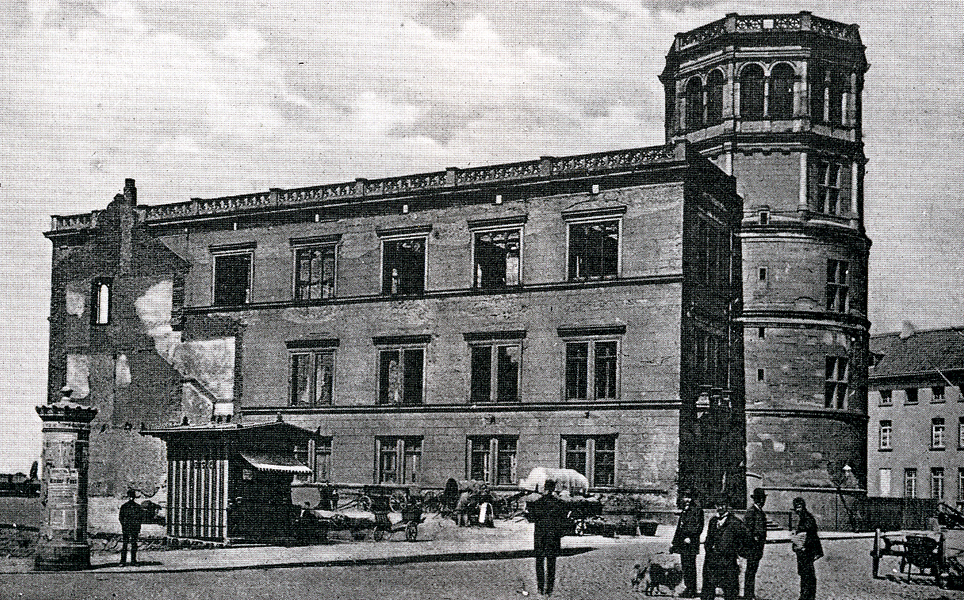
Château de Düsseldorf, aile pour le Parlement provincial de Rhénanie dans le style néo-Renaissance, ruines vers 1890

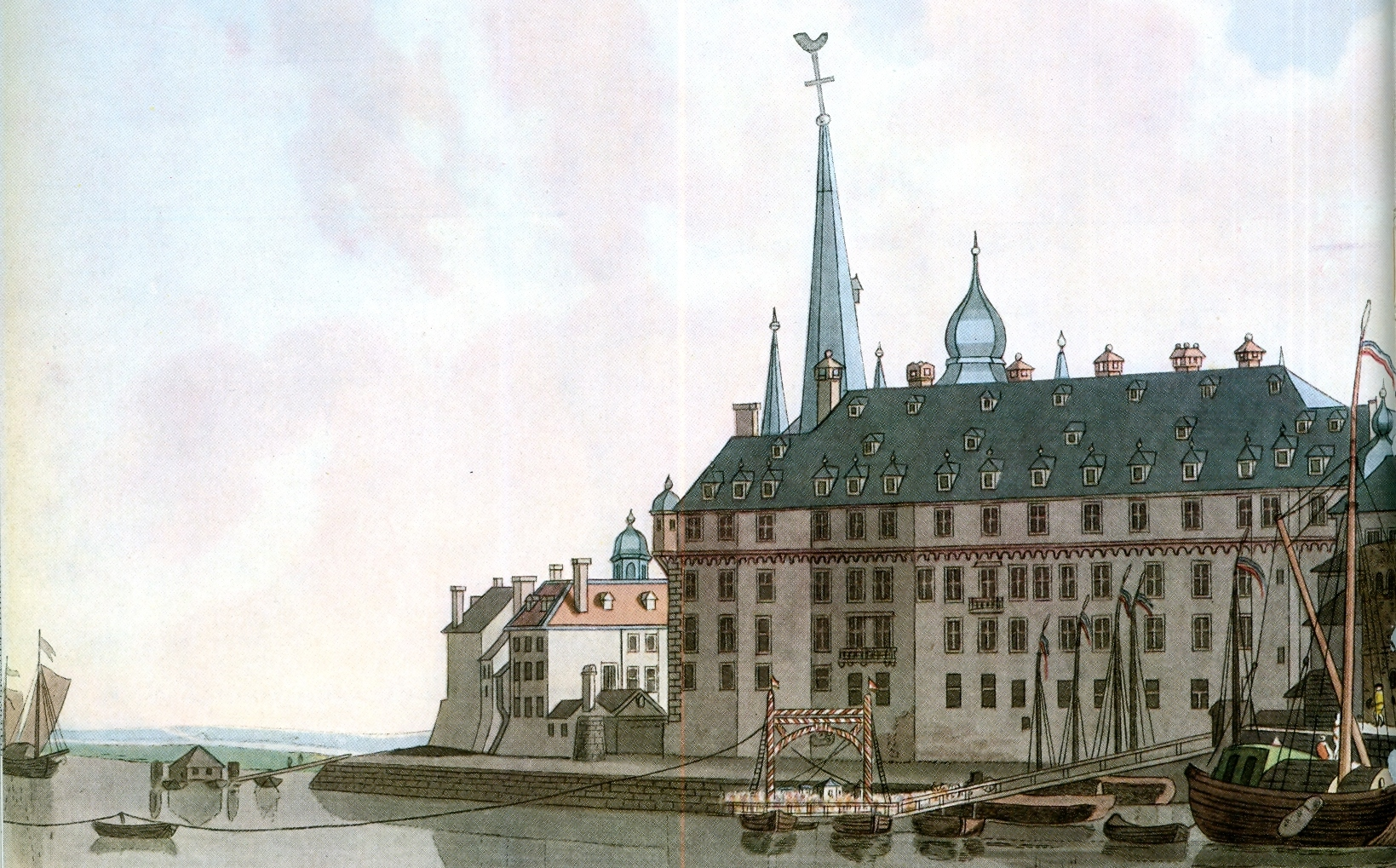
Rheinseite des Düsseldorfer Schlosses, 1798

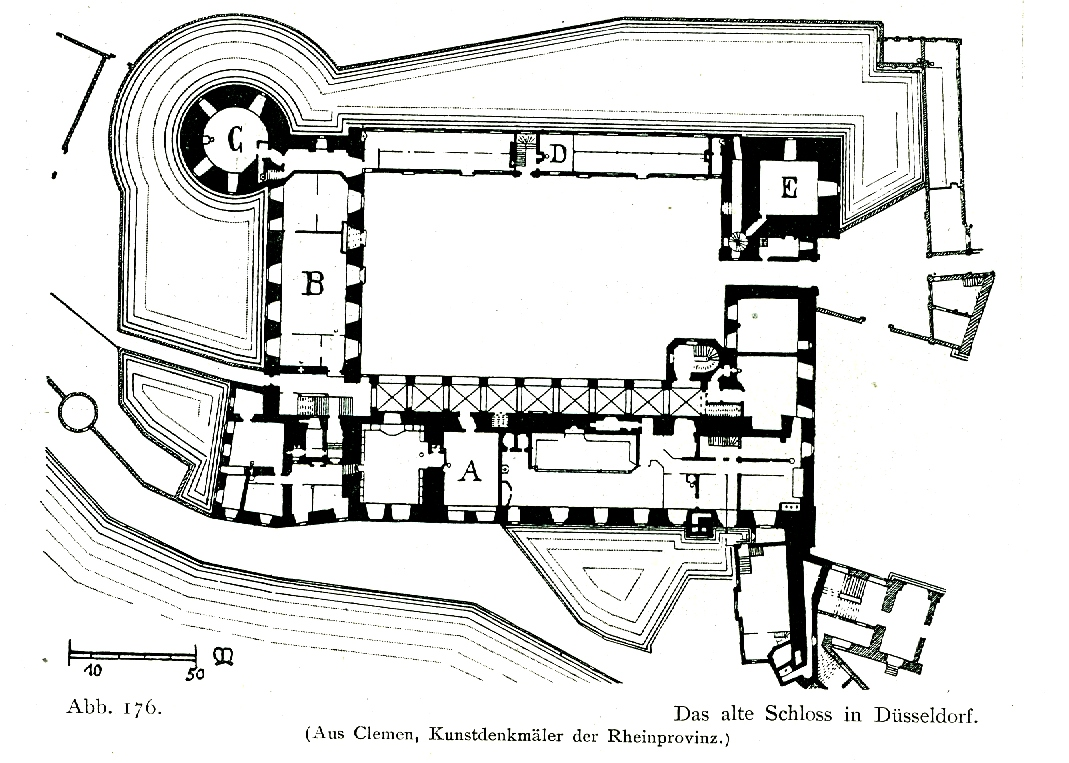
Ancien château de Düsseldorf, plan de masse
L'aile A est la partie la plus ancienne. Aile B avec tour ronde C ajoutée au. Aile D avec tour carrée sud-est du XVe siècle.

Le château de Düsseldorf dans la vieille ville de Düsseldorf a existé de 1260 à 1872 ou 1896. Le bâtiment a été construit en 1260 comme château des graves de Berg sur une petite île à l'embouchure de la Düssel dans le Rhin. Les aménagements en palais du duché de Berg et du palatinat du Rhin ont été réalisés sous Guillaume de Clèves (1549), Jean-Guillaume de Neubourg-Wittelsbach (fin du 17e siècle) et l'électeur Charles-Théodore de Bavière (1755). Le château a surtout connu une renommée internationale grâce à sa pinacothèque, qui fut la première des galeries indépendantes, construite de 1709 à 1712, d'Europe sur le côté sud du château et exposa jusqu'en 1805 une collection mondialement connue de tableaux de la Renaissance et de l'époque Baroque. De 1817 à 1848, une Monnaie du royaume de Prusse fut installée dans une partie du château. À partir de 1845, l'ancien château de la résidence, qui avait alors déjà accueilli l'Académie des beaux-arts de Düsseldorf pendant quelques décennies, fut transformé sous Frédéric-Guillaume IV en Parlement de la province de Rhénanie et du parlement régional. Dans la nuit du 19 au 20 mars 1872, le château, qui avait été pendant des siècles l'emblème de la ville résidentielle de Düsseldorf ainsi qu'un centre de la vie et du tissu urbain de la vieille ville, fut la proie des flammes. Une aile sud encore conservée fut démolie en 1896.
À l'emplacement du château s'étend aujourd'hui la Burgplatz, dont le nom fait référence à l'utilisation historique de l'espace comme château fort. Il n'en reste que la tour, qui abrite le musée de la navigation. En outre, le château n'y est plus rappelé que par un contour de pierres de couleur différente, qui suggère l'ancien dessin du château de Düsseldorf dans les pavés de la Burgplatz.

## Histoire du bâtiment

### Fondation et expansion, duXIIIeauXVesiècle

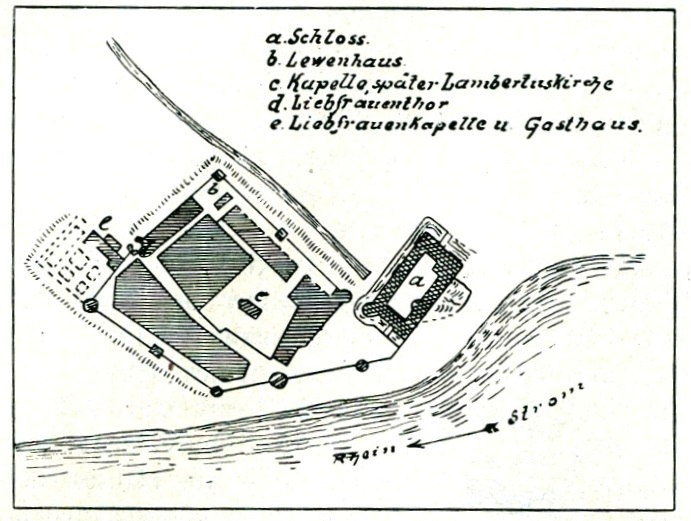
Le château en 1288

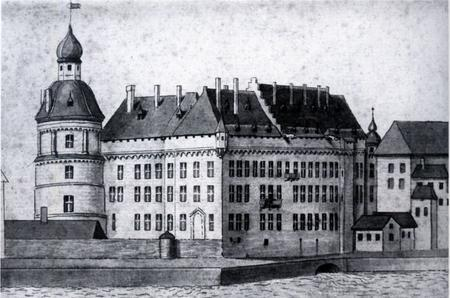
Vue ouest du palais de Düsseldorf après le remodelage selon les plans du maître d'œuvre Nosthofen en 1755.

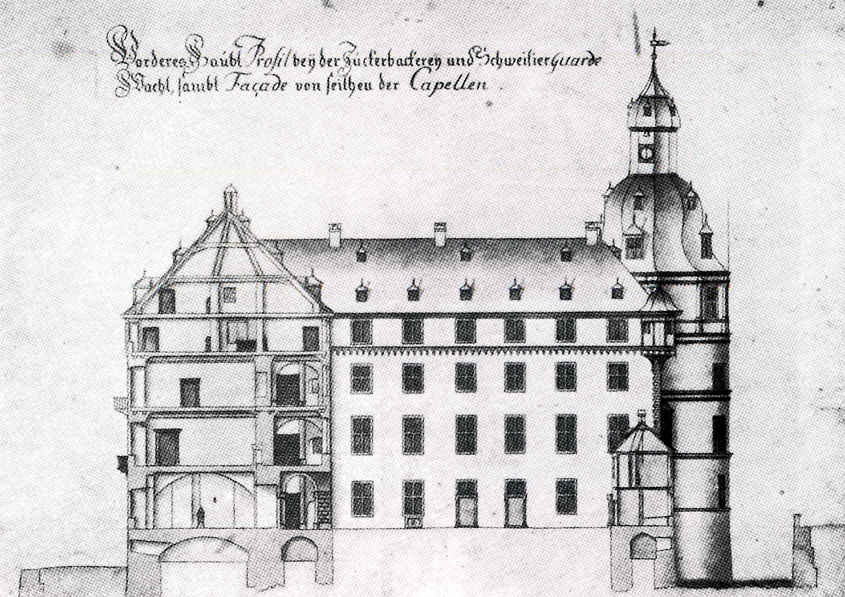
Le palais de Düsseldorf d'après un plan de 1756

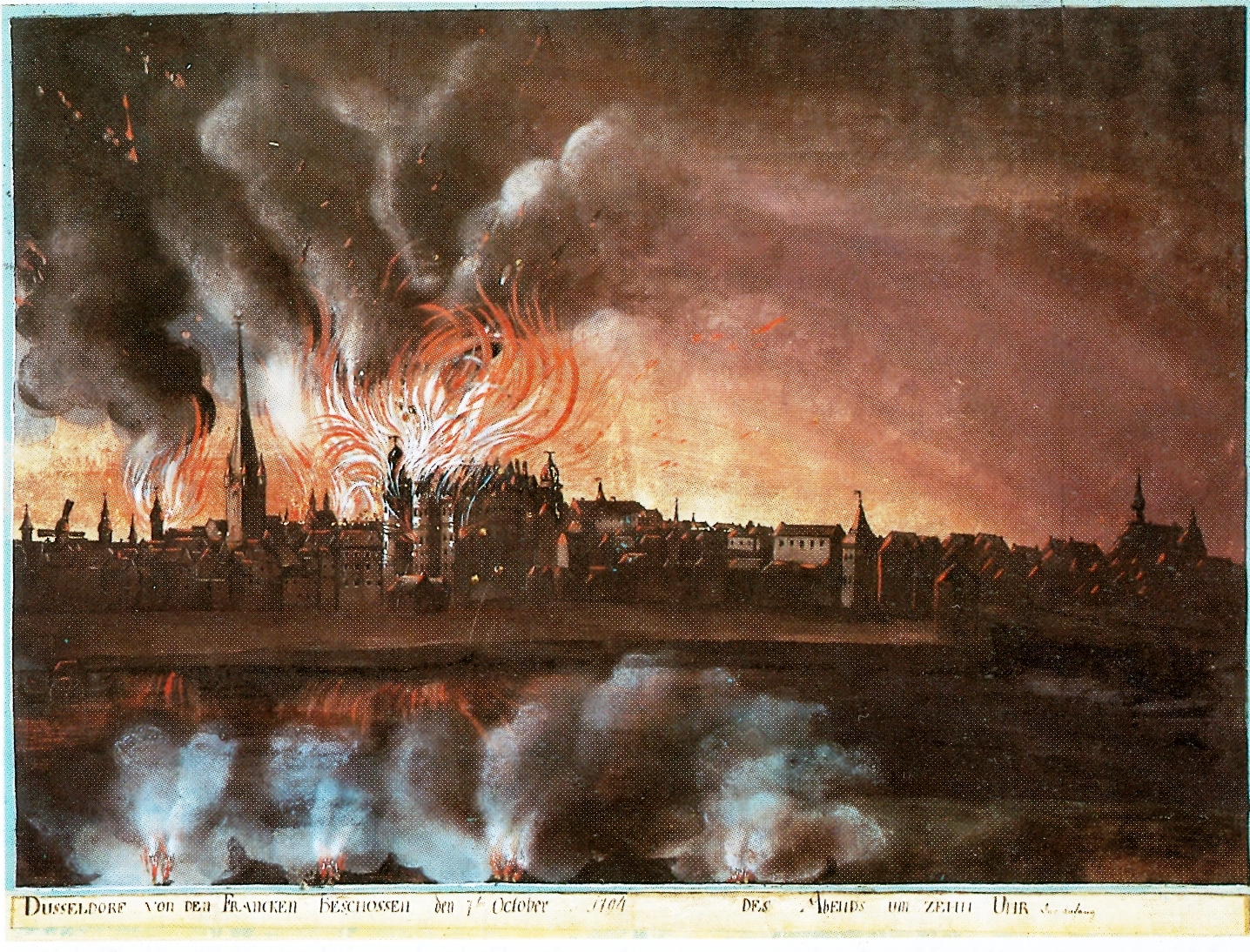
Incendie de la ville et du palais de la Résidence après le bombardement par l'artillerie française le 6 octobre 1794

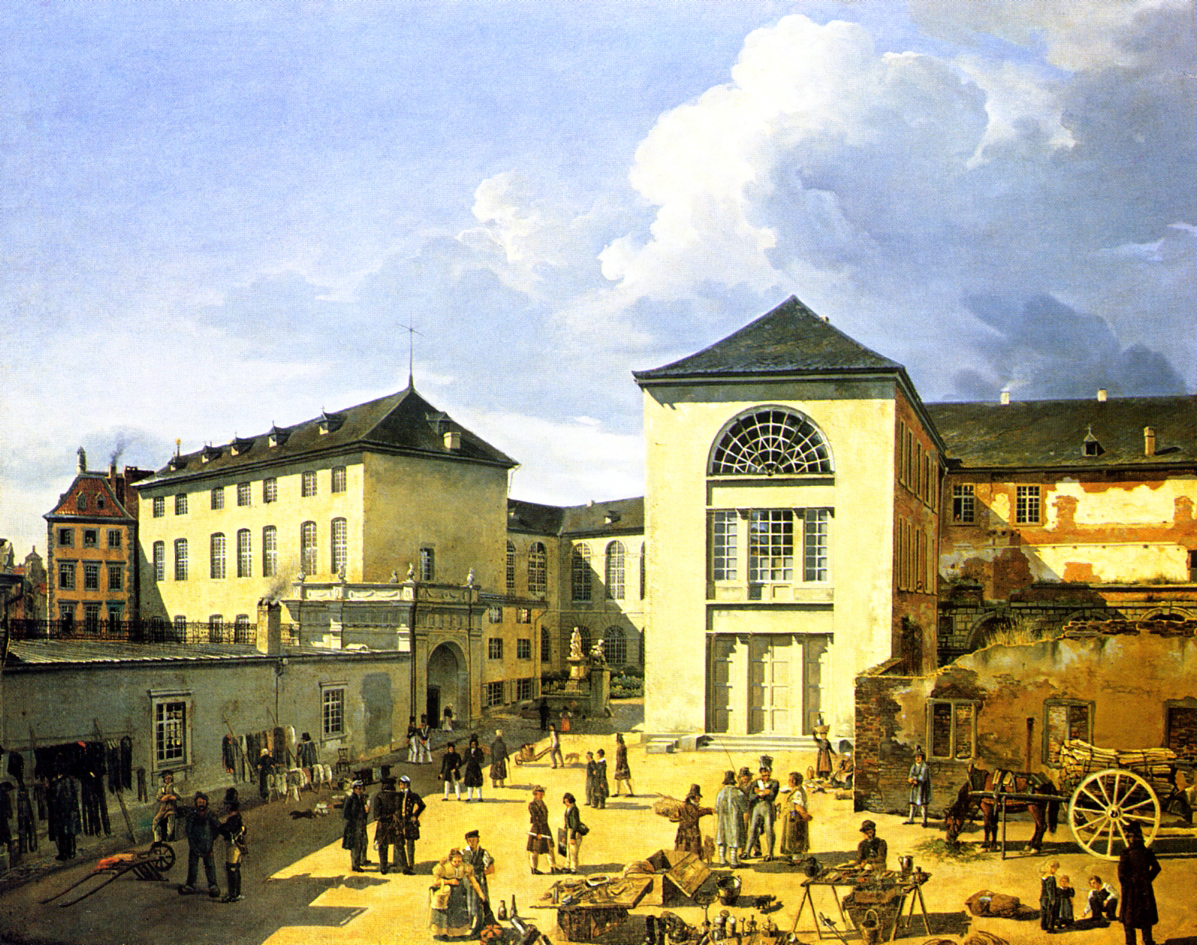
Die alte Akademie in Düsseldorf, l'Académie des arts dans une aile du palais de Düsseldorf, tableau d'Andreas Achenbach, 1831

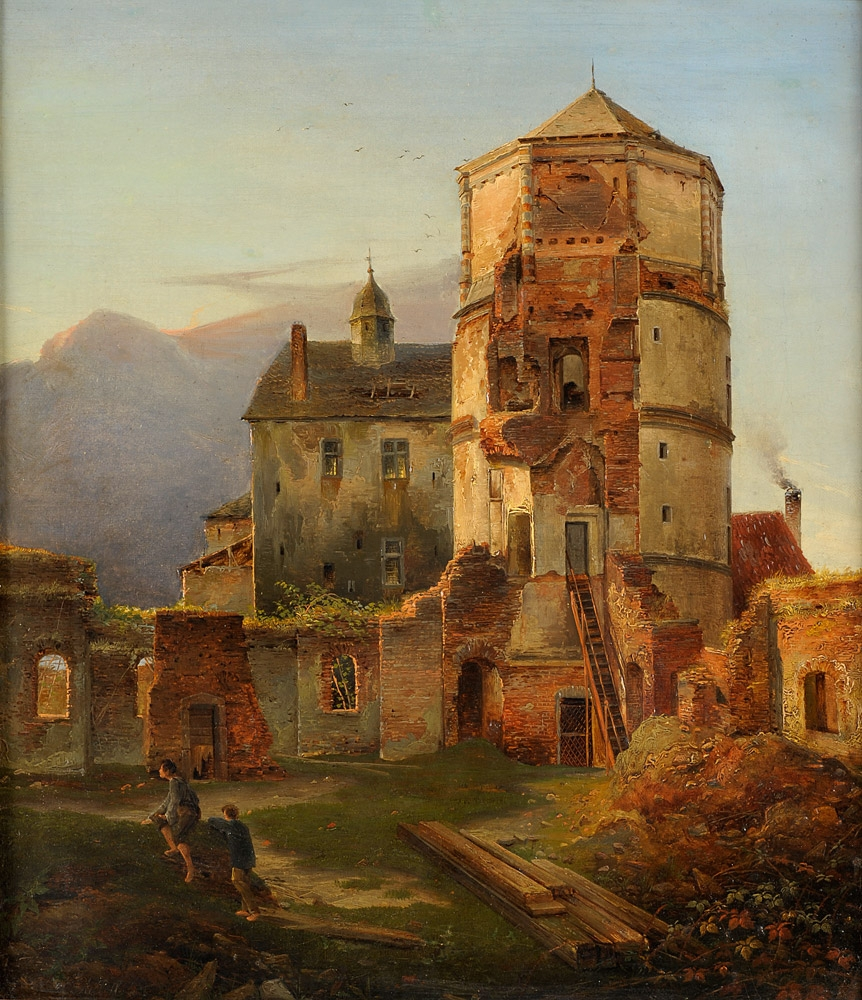
Burgruine, Représentation de la tour du château, tableau de Carl Adloff, vers 1840

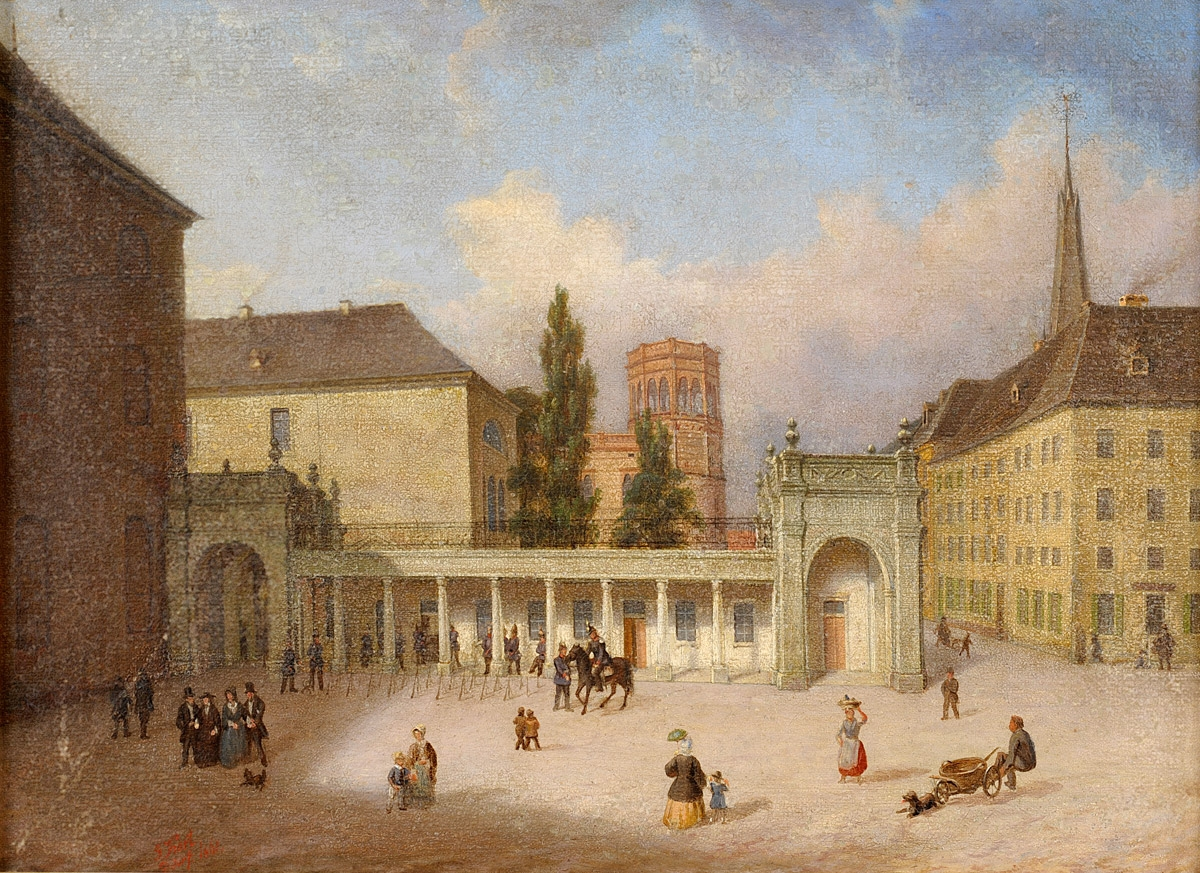
Düsseldorfer Stadtansicht, peinture de Julius Kost, 1861, Vue de la garde, de l'académie et de la tour du château avec la nouvelle lanterne par Friedrich August Stüler en 1845

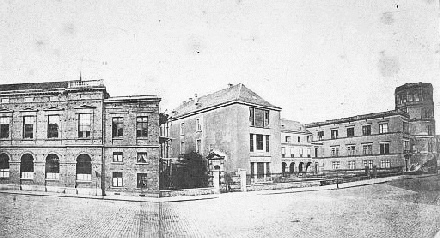
Ancien château de Düsseldorf en 1869, reconstruit comme maison de réunion pour les états rhénans. Maison des États (à gauche), bâtiment de la galerie (au centre) et tour du château (à droite)

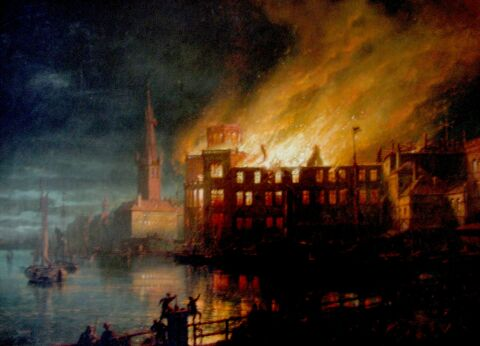
incendie du château de Düsseldorf 1872, d'après August von Wille

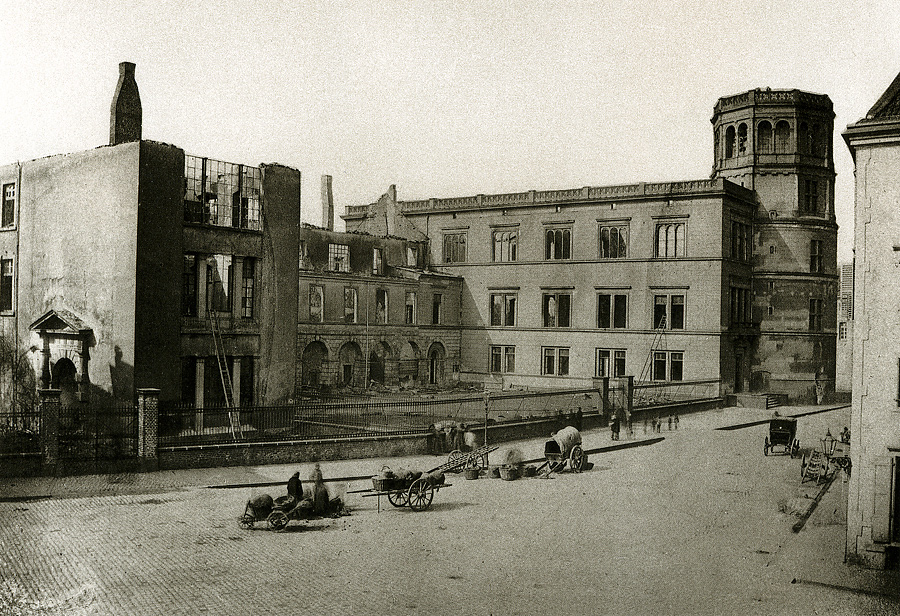
Câteau de Düsseldorf après l'incendie, vers 1872

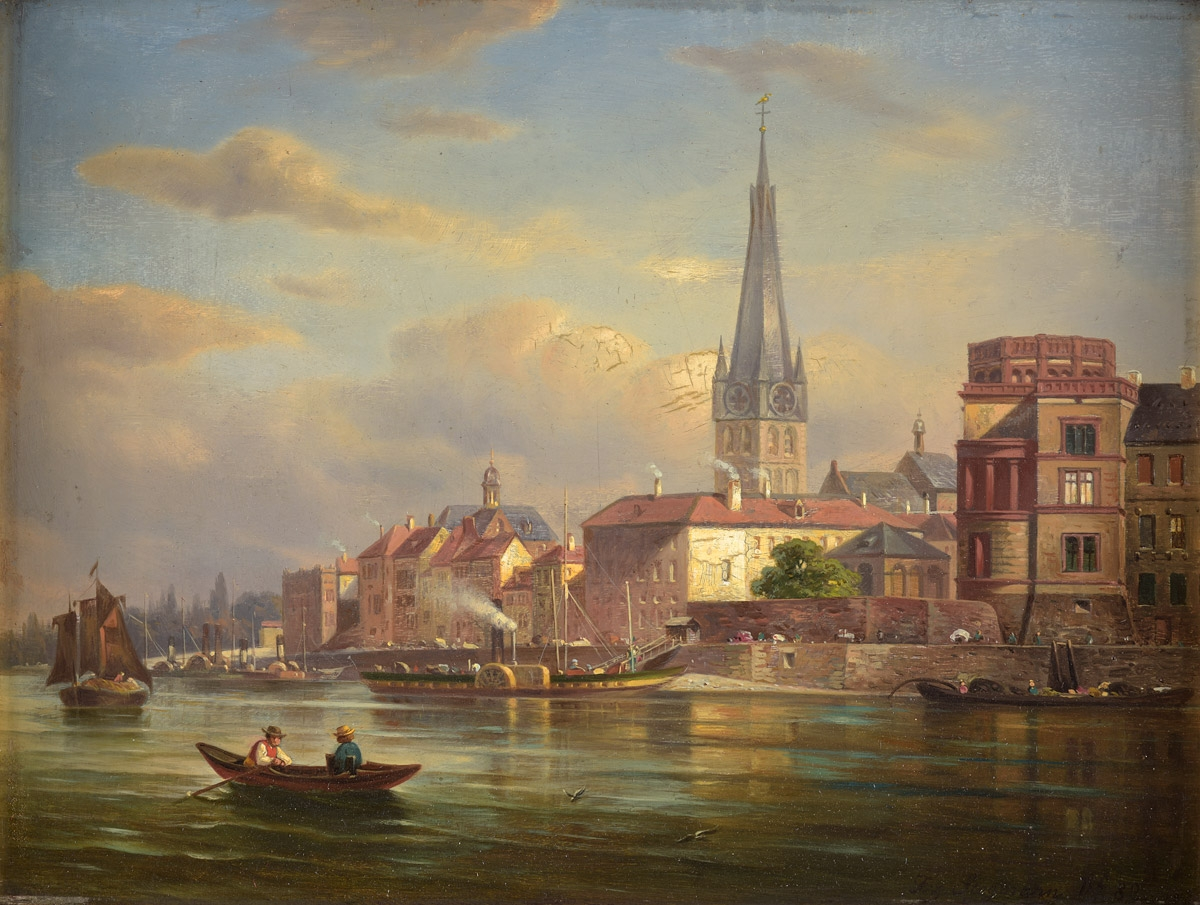
Rive du Rhin avec la Krämerstraße au château de Düsseldorf, tableau de Franz Stegmann, 1882

Le château a été fondé en tant que château fort du duché de Berg avant 1260. Les origines du château remontent à l'époque où Adolphe V de Berg, avec Jean Ier de Brabant et les comtes de Juliers et Marck, mirent fin au règne de l'archevêque de Cologne lors de la bataille de Worringen en 1288. La tour ronde conservée date du 13e siècle. L'élévation de Guillaume II au rang de prince du Saint-Empire a entraîné un aménagement spatial planifié de la résidence de Düsseldorf. En 1382, le précurseur d'une chancellerie de Berg (schrijfcamer) existait au château. Les travaux de construction d'une chapelle princière sont attestés en 1382, qui est citée comme « chapelle du château » dans un document daté du 12 juillet 1392 de l'archevêque de Cologne Frédéric III,. D'autres mesures de construction eurent lieu vers 1384. Un complexe de château à trois ailes a été érigé, qui occupait approximativement la superficie de l'actuelle Burgplatz. La construction faisait partie d'un plan d'expansion de la ville. En 1399, deux chapelles sont déjà présentes ; dans la plus petite (capella minor), le duc Guillaume prête le serment de fidélité promis au roi anglais Richard II en présence de l'envoyé anglais John de Palacio le 23 avril 1399. En 1435, un "Burghgrave" est mentionné. En 1492, le château brûle pour la première fois, après quoi on note une augmentation des activités de construction. À la fin du XVe siècle, le château est agrandi, la tour carrée sud-est construite, qui dominait la Mühlen Kurzestraße, ainsi que le marché et la place du château. Le matériau utilisé pour le château était des pierres de taille en grès mélangées à du trachyte. Plus tard, des renforts ont été travaillés dans la maçonnerie de briques.

### Incendie et destruction en 1510
Le 23 décembre 1510, un autre incendie met un terme à la tentative de reconstruction. « Item in demselven jair op den 23 ten dach December brande die alde Borch to Dusseldorp gans aff », décrit la Duisburger Chronik à propos de l'incendie de l'Alte Burg à Düsseldorf.

### Reconstruction et reconstruction selon les plans de Pasqualini en 1549
En 1521, Düsseldorf, capitale des duchés unis de Juliers-Clèves-Berg, avait un besoin urgent d'un château de prestige. La reconstruction et le réaménagement sont menés par Bertram von Zündorf (de). Mais il faudra attendre que Guillaume de Clèves demande au maître bâtisseur Alessandro Pasqualini de Bologne de venir à Düsseldorf, pour que la construction commence.
En 1551, il achève le seul ouvrage qui subsiste, la tour du château (de). Il a placé des colonnes toscanes devant elle. Pasqualini ajoute également un dôme Renaissance à la tour, couronné par une lanterne avec un bonnet gallois. Dans le coin nord-est de la cour du palais, Pasqualini ajoute également une loggia à trois étages, qui, dans ses « formes modernes de la Renaissance, se démarque beaucoup de l'ancienne galerie à colombages située à gauche à la tour d'escalier rectangulaire ». Un portail édicule avec des pilastre muraux rythmés par des buckelquader (de) est documenté. La Chapelle du Palais (de) avec son mur d'autel et ses lambris avec décalages, pilas muraux corinthiens et compensation doit également être considérée comme l'œuvre de Pasqualini.
Le format et l'art de Pasqualini sont visibles dans les bâtiments qui subsistent du château de Rheydt et de la citadelle de Juliers.
À l'occasion de son mariage avec Jakobe de Baden-Baden en 1585, Frans Hogenberg a créé plusieurs gravures sur cuivre représentant l'architecture du palais résidentiel :

Gravures de la résidence de Düsseldorf vers 1585 par Franz Hogenberg
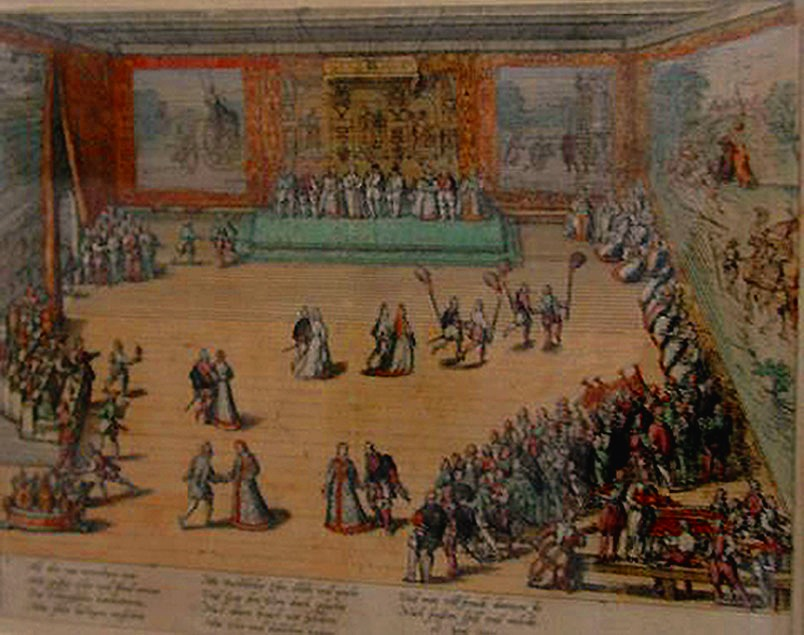
Salle du trône
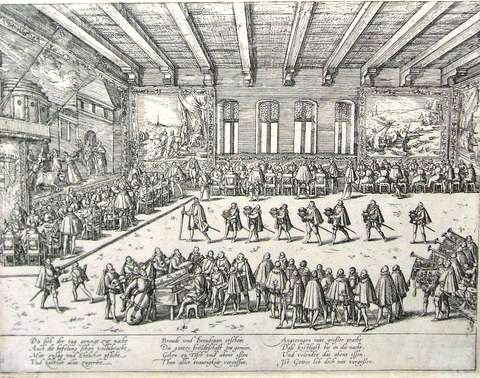
Salle des fêtes avec le Brauttafel (de)
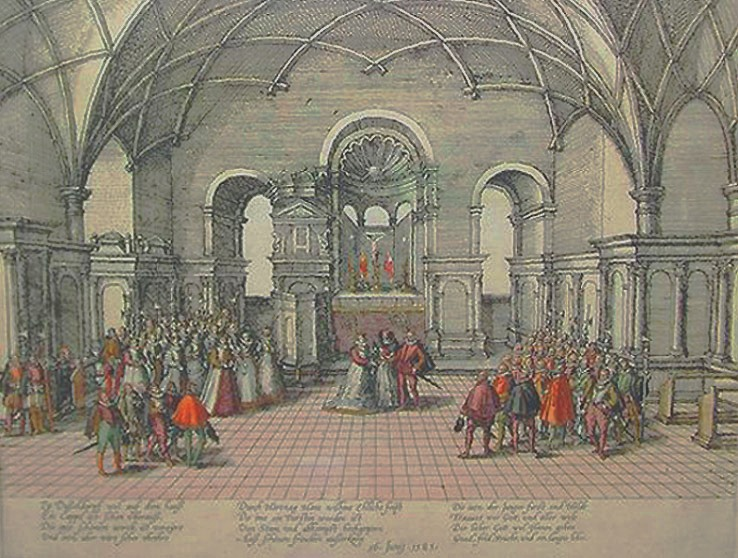
Chapelle du château
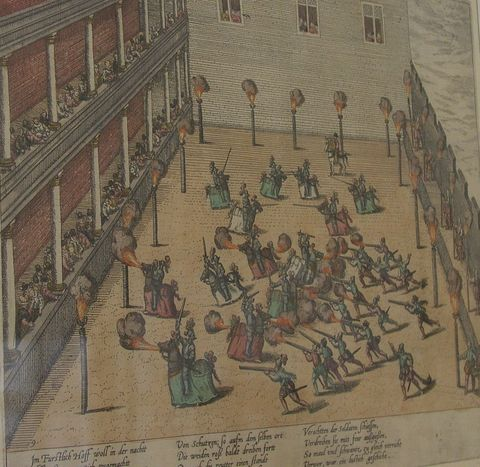
Cour intérieure avec colonnes
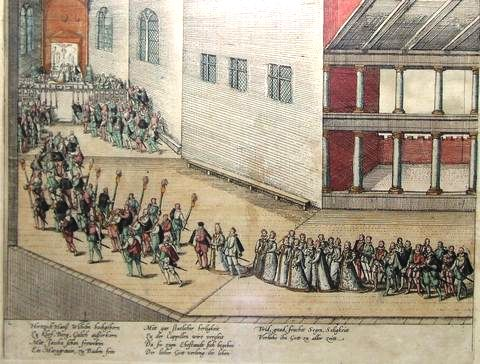
Cour intérieure avec colonnes

En 1613, Wolfgang-Guillaume de Neubourg, prince héréditaire du Palatinat-Neubourg et Jean III Sigismond de Brandebourg, l'électeur du Brandebourg se réunissent au palais de Düsseldorf pour négocier la guerre de Succession de Juliers. Dans le feu des discussions, Johann Sigismund gifle le Palatin-Neuburg. Les négociations n'aboutissent évidemment pas.

### Reconstruction selon les plans de Martinelli, fin duXVIIesiècle
Lorsque le prince-électeur Jean-Guillaume de Neubourg-Wittelsbach, aussi appelé « Jan Wellem », a repris le règne, il a déplacé la résidence de la cour à Düsseldorf. Il fait moderniser le palais « et le meuble à son goût de la fin du XVIIe siècle »; la tour-escalier de l'aile côté Rhin, ainsi que la loggia et les galeries à colombages, doivent céder la place à des arcades et à une façade à trois lignes de fenêtres strictement structurées.
Les travaux de rénovation s'orientèrent également vers l'intérieur ; Jan Wellem fit appel à des architectes italiens, notamment Domenico Martinelli, qui avait d'abord conçu, en intégrant les fondations de l'ancien château, un grand complexe rectangulaire à quatre ailes avec des façades et des séquences de pièces baroques symétriques. Mais faute de moyens financiers, ce projet n'a pas été réalisé et l'ancien château a été modernisé à grands frais. Mais la cour baroque exigeait également plus d'espace. On construisit donc un fournil, une brasserie, une écurie et une école d'équitation, ainsi qu'un théâtre, une salle de bal et une maison pour les pages. La grande salle de fête avec des fenêtres donnant sur le Rhin a été construite dans l'aile côté Rhin. C'est dans cette salle qu'avaient eu lieu les banquets et les bals à l'occasion du mariage de Jean-Guillaume de Clèves, le fils de Guillaume le Riche, avec Jacob de Baden-Baden (de). La salle avait un « plafond à poutres très imposant et d'immenses tapisseries ». Une illustration a été conservée dans le livre de souvenirs de Dietrich Graminäus. En 1654, le duc Philippe-Guillaume de Neubourg reçut le roi d'Angleterre Charles II au château. En 1697, le château accueille à nouveau une importante cérémonie de mariage : l'homosexuel Jean-Gaston de Médicis, dernier représentant masculin de la Maison de Médicis avec son frère Ferdinand, lui aussi homosexuel, se marie avec Anne-Marie-Françoise de Saxe-Lauenbourg, dont il se sépare rapidement sans enfant, condamnant ainsi cette dynastie à l'extinction. Pendant la guerre de Succession d'Espagne, en octobre 1703, Charles VI, proclamé roi d'Espagne, rendit visite au couple électeur au château. John Churchill, qui participa aux opérations de guerre de l'époque, séjourna également à Düsseldorf à cette époque. En raison du siège de Kaiserswerth en 1702, la reine d'Angleterre Anne l'avait élevé au rang de premier duc de Marlborough. Entre 1709 et 1712, la Gemäldegalerie Düsseldorf, premier musée d'art indépendant d'Europe, fut annexée au château d'après les plans de Matteo Alberti (de).
Le prince électeur Jan Wellem et son épouse Anne-Marie-Louise de Médicis résidaient à Düsseldorf, se déplaçaient souvent en été au château de Benrath. Pour la chasse ils s'installaient au château de Bensberg.
Après la mort de Jan Wellem, la résidence principale de l'Électeur est déplacée à Heidelberg en 1718 et à Mannheim en 1720 sous son successeur Charles III Philippe, de sorte que le palais et la ville de Düsseldorf perdent à nouveau leur position de premier plan.

### Démolition de l'aile nord et reconstruction selon les plans de Nosthofen 1755
En 1755, Charles-Théodore de Bavière décide — en raison du délabrement de l'ancien château dû aux incendies et à l'humidité — d'en construire un nouveau. Il fait donc démolir l'ancienne aile nord. Dans les autres ailes, il fait enlever les parapets des toits et construire un étage supplémentaire au-dessus des arcs gothiques du troisième étage pour servir de logement aux domestiques. L'ensemble des bâtiments était couronné de lourds et raides toits à la française, dont les plans ont été fournis par l'architecte de la cour Johann Caspar Nosthofen. En 1780, Nicolas de Pigage construit le nouveau Marstall (de).

### Bombardement et destruction en 1794 et ordre de restauration en 1811
Les armées de la France révolutionnaire atteignirent le Rhin en 1794 à Neuss et Düsseldorf. Le soir du 6 octobre, les Français sous Jean-Baptiste Kléber et Jean-Baptiste Bernadotte, le futur roi de Suède, répondirent à une canonnade des troupes impériales dans la ville par un bombardement de Düsseldorf. Il s'ensuivit un grand incendie dans la nuit du 7 octobre, au cours duquel le château de la résidence, l'église et le couvent de l'ordre de la Très-Sainte-Annonciation dans la Ratinger Straße (de), l'écurie du prince électeur dans la Mühlenstraße ainsi que de nombreuses maisons bourgeoises furent brûlés. Le bombardement a été peint à la gouache par un inconnu : Au premier plan, la batterie française est représentée sur la rive gauche du Rhin, dans le secteur de l'ancien Fort Düsselburg (de). La ville est éclairée par les flammes qui sortent du château et des maisons de la Ratingerstraße et de la Mühlenstraße.
Lorsque l'on apprit que Napoléon et son épouse Marie Louise visiteraient le grand-duché de Berg et sa capitale Düsseldorf en novembre 1811, le commissaire français Jacques Claude Beugnot demanda à son directeur des travaux Adolph von Vagedes d'établir des plans pour la rénovation de trois salles de galeries et d'un escalier du palais. Les pièces ont ensuite été décorées selon les spécifications de Vagedes par les peintres J. Petersen et Ludwig Pose (de).
Dans le décret d'embellissement du 17 décembre 1811, que Napoléon fit publier dans le Bulletin des lois du grand-duché de Berg après sa visite d'État, il était prévu à l'article 5 que l'ancien château serait restauré et qu'une université y serait installée.

### Reconstruction selon les plans de Wiegmann et Stüler 1845
Les parties du château qui ont été conservées devaient être utilisées pour le Provinziallandtag de la province de Rhénanie et pour l'Académie des beaux-arts selon les plans du professeur Rudolf Wiegmann et de l'architecte de la cour royale de Prusse Friedrich August Stüler être à nouveau reconstruit ou complété architecturalement dans le style néo-Renaissance. En 1845, la première pierre fut posée en présence du roi Frédéric-Guillaume IV. La tour, qui fait encore partie des ruines du château, fut également reconstruite dans le style néo-Renaissance, en s'inspirant des idées de Pasqualini. C'est ainsi que la tour fut dotée, au-dessus du dernier étage, d'une lanterne avec plate-forme, selon le projet personnel du roi Frédéric-Guillaume IV, réalisée par Stüler. L'aile nord a été recouverte. Dans les 24 salles achevées du château se déroula du 15 juillet au 1er octobre 1852, avant même l'arrivée de la diète provinciale, l'exposition provinciale des arts et métiers pour la Rhénanie et la Westphalie (de).

### Incendie en 1872 et démolition de l'aile sud en 1896.
Dans la nuit du 19 au 20 mars 1872, un grand incendie se déclara, pour une raison inconnue, à l'étage supérieur de l'aile du château située du côté du Rhin et toucha l'ensemble du château. La partie utilisée pour le Ständehaus brûla également. L'ancien bâtiment de la galerie fut cependant préservé, avec ses précieuses collections, grâce à l'intervention de son conservateur, le peintre Andreas Müller. Après l'incendie, seule la tour du château a été reconstruite. Dans un premier temps, Wilhelm Lotz (de), le directeur de la classe d'architecture de l'Académie des Beaux-Arts, et Hermann Riffart ont développé des plans de reconstruction du château et firent des projets de reconstruction du château pour l'Académie des Beaux-Arts. D'autres professeurs s'y opposèrent, doutant de l'aptitude du château à abriter l'académie et réclamant de meilleurs locaux, qu'ils obtinrent finalement avec le Nouveau bâtiment de l'académie des arts en 1879. Le parlement provincial de la province rhénane se fit également construire un nouveau bâtiment, la Maison des États, édifié entre 1876 et 1880 au bord du Kaiserteich. L'aile sud du château, encore conservée, fut démolie en 1896. Il ne restait plus que la tour du château dans la forme créée par Pasqualini, Wiegmann et Stüler, qui fut appelée Tour ronde au début du XXe siècle.

## Réception
- Thomas Coryate, écrivain voyageur anglais, considéré comme l'un des pères du Grand Tour, écrit dans ses Crudities publiées en 1611 : « La première ville où je suis arrivé était Düsseldorf, une jolie ville du duché de Clèves, située directement sur le Rhin. Elle est remarquable par deux choses : la première est un magnifique palais qui appartient au duc, et puis il y a là une résidence de la cour ducale… Mais si peu que j'aie vu, j'ai remarqué que c'est la plus somptueuse demeure que j'aie vue dans tous les Pays-Bas. Ce palais possède une particularité unique : une partie du Rhin est joliment surplombée grâce à des voûtes appropriées qui ont été aménagées à cet effet[22]. »
- Heinrich Heine se souvenait de son enfance à Düsseldorf avec les lignes suivantes : « …nous étions assis devant la statue de marbre sur la place du château (de) - d'un côté se trouve le vieux château dévasté, qu'il hante et où se promène la nuit une dame en soie noire sans tête, avec une longue traîne bruissante… ». Dans la dame de soie noire se cache le souvenir de la malheureuse Jakobe von Baden-Baden (de).